# Carex chiapensis
Espèce
Classification phylogénétique
Carex chiapensis est une espèce des plantes du genre Carex et de la famille des Cyperaceae.